# Tegula eiseni
Tegula eiseni is een slakkensoort uit de familie van de Tegulidae. De wetenschappelijke naam van de soort is voor het eerst geldig gepubliceerd in 1936 door Jordan.